# 유진 레비
유진 레비(Eugene Levy, CM, 1946년 12월 17일 ~ )는 캐나다의 배우, 코미디언이다.

## 출연 작품
- 스플래시 (1984)
- 아메리칸 파이 (1999)
- 아메리칸 파이 2 (2001)
- 세렌디피티 (2001)
- 아메리칸 파이 3: 아메리칸 웨딩 (2003)
- 아메리칸 파이: 19금 동창회 (2012)